# 市西街道 (毕节市)
市西街道，是中华人民共和国贵州省毕节市七星关区下辖的一个街道办事处。
2013年7月，毕节市人民政府批复七星关区部分行政区划调整，新设置的市西街道辖原市西街道翠西社区、北门社区、百花社区、和平社区、金钟社区、天河社区、松山社区。

## 行政区划
市西街道下辖以下地区：
天河社区、和平社区、松山社区、百花社区、金钟社区、北门社区和翠西社区。